# Władysław Stecyk
Władysław Stecyk (Radowo Małe, Polonia, 14 de julio de 1951) es un deportista polaco retirado especialista en lucha libre olímpica donde llegó a ser subcampeón olímpico en Moscú 1980.

## Carrera deportiva
En los Juegos Olímpicos de 1980 celebrados en Moscú ganó la medalla de plata en lucha libre olímpica de pesos de hasta 52 kg, tras el luchador soviético Anatoli Beloglazov (oro) y por delante del búlgaro Nermedin Selimov (bronce).